# Menenii
Légende :
♦Patricien, ♦Plébéien, ♦Consulaire, ♦Sénatorial, ♦Équestre
Gens et Liste des gentes romaines
Les Menenii sont les membres de la gens romaine Menenia qui comporte des branches patriciennes et plébéiennes. Les membres les plus connus sont les patriciens qui vivent aux débuts de la République romaine, entre le VIe et le IVe siècle av. J.-C. et qui ont pour cognomen Lanatus.

## Principaux membres

### Branche patricienne desLanati
- Caius Menenius Lanatus
  - Agrippa Menenius Lanatus, fils du précédent, consul en 503 av. J.-C.
    - Titus Menenius Lanatus, fils du précédent, consul en 477 av. J.-C.
      - Lucius Menenius Lanatus, fils du précédent, consul en 440 av. J.-C.
      - Agrippa Menenius Lanatus, frère du précédent, consul en 439 av. J.-C. et tribun consulaire en 419 et 417 av. J.-C.

    - Agrippa Menenius Lanatus, oncle du précédent
      - Titus Menenius Lanatus, fils du précédent, consul en 452 av. J.-C.
        - Titus Menenius Lanatus, fils du précédent
          - Lucius Menenius Lanatus, fils du précédent, tribun consulaire en 387, 380, 378 et 376 av. J.-C.

### Branches plébéiennes
- Marcus Menenius, tribun de la plèbe en 410 av. J.-C.
  - Marcus Menenius, fils du précédent, tribun de la plèbe en 384 av. J.-C.
    - Lucius Menenius, fils du précédent, tribun de la plèbe en 357 av. J.-C.